# John Ratzenberger
John Ratzenberger (født 6. april 1947) er en amerikansk skuespiller.

## Filmografi

### Film
| År   | Titel                              | Rolle                                                | Noter                                                                 |
| ---- | ---------------------------------- | ---------------------------------------------------- | --------------------------------------------------------------------- |
| 1976 | The Ritz                           | Patron                                               |                                                                       |
| 1977 | Twilight's Last Gleaming           | Sgt. Kopecki                                         |                                                                       |
| 1977 | A Bridge Too Far                   | Lt. James Megellas                                   |                                                                       |
| 1977 | Valentino                          | Newshound                                            |                                                                       |
| 1978 | Warlords of Atlantis               | Fenn                                                 |                                                                       |
| 1978 | Superman                           | Missile controller                                   |                                                                       |
| 1979 | Hanover Street                     | Sergeant John Lucas                                  |                                                                       |
| 1979 | Arabian Adventure                  | Achmed                                               |                                                                       |
| 1979 | Yanks                              | Corporal Cook                                        |                                                                       |
| 1979 | The Bitch                          | Hal Leonard                                          |                                                                       |
| 1980 | The Empire Strikes Back            | Major Bren Derlin                                    |                                                                       |
| 1980 | Motel Hell                         | Drummer                                              |                                                                       |
| 1980 | Superman II                        | Controller No. 1                                     |                                                                       |
| 1981 | Outland                            | Tarlow                                               |                                                                       |
| 1981 | Ragtime                            | Policeman                                            |                                                                       |
| 1981 | Reds                               | Communist Leader                                     | Uncredited                                                            |
| 1981 | The Good Soldier                   | Jimmy                                                |                                                                       |
| 1982 | Battletruck                        | Rusty                                                | AKA Warlords of the 21st Century                                      |
| 1982 | Firefox                            | Chief Peck                                           |                                                                       |
| 1982 | Gandhi                             | American Lieutenant                                  | Voice dubbed over                                                     |
| 1984 | Protocol                           | Security Guard on TV                                 | Uncredited                                                            |
| 1985 | The Falcon and the Snowman         | Detective                                            | Uncredited                                                            |
| 1987 | House II: The Second Story         | Bill                                                 |                                                                       |
| 1988 | She's Having a Baby                | Himself                                              | Uncredited                                                            |
| 1995 | Toy Story                          | Hamm                                                 | Voice                                                                 |
| 1997 | That Darn Cat                      | Dusty                                                |                                                                       |
| 1997 | Bad Day on the Block               | Al Calavito                                          |                                                                       |
| 1997 | One Night Stand                    | Phil                                                 |                                                                       |
| 1998 | A Bug's Life                       | P.T. Flea                                            | Voice                                                                 |
| 1999 | Toy Story 2                        | Hamm                                                 | Voice                                                                 |
| 2001 | Monsters, Inc.                     | Yeti                                                 | Voice                                                                 |
| 2002 | Spirited Away                      | Assistant Manager (Aniyaku)                          | English voice dub                                                     |
| 2003 | Finding Nemo                       | Fish School                                          | Voice                                                                 |
| 2004 | The Incredibles                    | The Underminer                                       | Voice                                                                 |
| 2006 | Something New                      | Brian's Father                                       | Uncredited                                                            |
| 2006 | Cars                               | Mack, Hamm Truck, Abominable Snowplow, P.T. Flea Car | Voices                                                                |
| 2007 | Ratatouille                        | Mustafa                                              | Voice                                                                 |
| 2007 | Your Friend the Rat                | P.T. Flea                                            | Voice; Short film; direct-to-video; archive footage from A Bug's Life |
| 2008 | The Village Barbershop             | Art Leroldi                                          |                                                                       |
| 2008 | WALL-E                             | John                                                 | Voice                                                                 |
| 2009 | Up                                 | Construction Foreman Tom                             | Voice                                                                 |
| 2010 | What If...                         | Mike                                                 |                                                                       |
| 2010 | Toy Story 3                        | Hamm                                                 | Voice                                                                 |
| 2011 | Toy Story Toons: Hawaiian Vacation | Hamm                                                 | Voice; Short film                                                     |
| 2011 | Cars 2                             | Mack                                                 | Voice                                                                 |
| 2011 | Toy Story Toons: Small Fry         | Hamm                                                 | Voice; Short film                                                     |
| 2012 | Brave                              | Gordon                                               | Voice                                                                 |
| 2012 | Toy Story Toons: Partysaurus Rex   | Hamm                                                 | Voice; Short film                                                     |
| 2012 | The Woodcarver                     | Ernest                                               |                                                                       |
| 2013 | Monsters University                | Yeti                                                 | Voice                                                                 |
| 2013 | Planes                             | Harland                                              | Voice                                                                 |
| 2013 | Super Buddies                      | Marvin "Gramps" Livingstone                          | Direct-to-video                                                       |
| 2013 | In the Name of God                 | Reverend Thomas                                      |                                                                       |
| 2014 | Planes: Fire & Rescue              | Brodie                                               | Voice                                                                 |
| 2015 | Inside Out                         | Fritz                                                | Voice                                                                 |
| 2015 | Russell Madness                    | Mick Vaughn                                          |                                                                       |
| 2015 | The Good Dinosaur                  | Earl the Velociraptor                                | Voice                                                                 |
| 2016 | Finding Dory                       | Husband Crab (Bill)                                  | Voice                                                                 |
| 2016 | Pup Star                           | Mutt                                                 | Voice; direct-to-video                                                |
| 2017 | Pup Star: Better 2Gether           | Salty                                                | Voice; direct-to-video                                                |
| 2017 | Cars 3                             | Mack                                                 | Voice                                                                 |
| 2017 | Coco                               | Juan Ortodoncia                                      | Voice                                                                 |
| 2018 | Incredibles 2                      | The Underminer                                       | Voice                                                                 |
| 2019 | Toy Story 4                        | Hamm                                                 | Voice                                                                 |
| 2020 | Onward                             | Construction Worker Fennwick                         | Voice                                                                 |
| 2022 | Luck                               | Rootie                                               | Voice                                                                 |

### Tv
| År         | Titel                                           | Rolle                           | Noter                                                           |
| ---------- | ----------------------------------------------- | ------------------------------- | --------------------------------------------------------------- |
| 1979       | Secret Army                                     | Staff Sergeant Dexter           | Episode: "The Execution"                                        |
| 1980       | ITV Playhouse                                   | Tom Phillips                    | Episode: "Friends in Space"                                     |
| 1981       | The Good Soldier                                | Jimmy                           | Television film                                                 |
| 1981       | Goliath Awaits                                  | Bill Sweeney                    | Television film                                                 |
| 1981       | Private Schulz                                  | American Newsreel Commentator   | Uncredited voice; episode #1.5                                  |
| 1981       | Code Red                                        | Inspector Ray Allen             | Episode: "All That Glitters"                                    |
| 1982       | Hill Street Blues                               | Phony Cop                       | Episode: "Some Like it Hot-Wired"                               |
| 1982–93    | Cheers                                          | Cliff Clavin                    | 268 episodes; directed 4 episodes                               |
| 1983       | Wizards and Warriors                            | Archie                          | Episode: "The Dungeon of Death"                                 |
| 1984       | Magnum, P.I.                                    | Walt Brewster                   | Episode: "The Legacy of Garwood Huddle"                         |
| 1985       | St. Elsewhere                                   | Cliff Clavin                    | Episode: "Cheers"                                               |
| 1985       | The Love Boat                                   | Marty Elder                     | Episode: "A Day in Port"                                        |
| 1986       | Combat Academy                                  | Mr. Barnett                     | Television film                                                 |
| 1987       | Timestalkers                                    | General Joe Brodsky             | Television film                                                 |
| 1987       | The Tortellis                                   | Cliff Clavin                    | Episode: "Frankie Comes to Dinner"                              |
| 1988       | Small World                                     | Morris Zapp                     | 6 episodes                                                      |
| 1988       | Mickey's 60th Birthday                          | Cliff Clavin                    | Television film                                                 |
| 1990       | Walt Disney's Wonderful World of Color          | Cliff Clavin                    | Episode: "Disneyland's 35th Anniversary Celebration"            |
| 1990       | Wings                                           | Cliff Clavin                    | Episode: "The Story of Joe"                                     |
| 1990       | The Earth Day Special                           | Cliff Clavin                    | Television film                                                 |
| 1990       | Camp Cucamonga                                  | Marvin Schector                 | Television film                                                 |
| 1990–92    | Captain Planet and the Planeteers               | Rigger                          | Voice; 24 episodes                                              |
| 1992       | Nurses                                          | Mr. Hafner                      | Episode: "Illicit Transfers"                                    |
| 1993       | Moon Over Miami                                 | Norman Rust                     | Episode: "Farewell, My Lovelies"                                |
| 1994, 2014 | The Simpsons                                    | Cliff Clavin, CGI Homer Simpson | Voices; 2 episodes: "Fear of Flying", "Treehouse of Horror XXV" |
| 1995       | Murphy Brown                                    | Felix                           | Episode: "A Rat's Tale"                                         |
| 1995       | Sister, Sister                                  | Gus Kiamilikimaka               | 2 episodes                                                      |
| 1995–1997  | The Pinocchio Shop                              | Arthur Howell                   | Series regular 78 episodes                                      |
| 1996       | Caroline in the City                            | Mr. Berman                      | Episode: "Caroline and Richard's Mom"                           |
| 1996       | Toy Story Treats                                | Hamm                            | Voice                                                           |
| 1997       | Happily Ever After: Fairy Tales for Every Child | Hinky                           | Voice; episode: "The Pied Piper"                                |
| 1997       | Sabrina, the Teenage Witch                      | Bob/Santa Claus                 | Episode: "Sabrina Claus"                                        |
| 1997       | The Detectives                                  | Edsel                           | Episode: "Go West Old Man"                                      |
| 1998       | Remember WENN                                   | Mr. Abernathy                   | Episode: "And If I Die Before I Sleep"                          |
| 2000       | Touched by an Angel                             | Merl                            | Episode: "Monica's Bad Day"                                     |
| 2000       | Pigs Next Door                                  | Ike Stump                       | Recurring voice                                                 |
| 2001       | That '70s Show                                  | Glen                            | Episode: "Holy Craps"                                           |
| 2001       | The Drew Carey Show                             | Himself/Various                 | Episode: "Drew Live III"                                        |
| 2002       | Frasier                                         | Cliff Clavin                    | Episode: "Cheerful Goodbyes"                                    |
| 2002       | The Pennsylvania Miners' Story                  | Thomas "Tucker" Foy             | Television film                                                 |
| 2003       | 8 Simple Rules                                  | Fred Doyle                      | 4 episodes                                                      |
| 2004–08    | Made in America                                 | Himself                         | Host; 97 episodes                                               |
| 2006       | Rodney                                          | Himself                         | Episode: "Celebrity"                                            |
| 2008       | Our First Christmas                             | Joe Noll                        | Hallmark movie                                                  |
| 2011       | Melissa & Joey                                  | Arnie                           | Episode: "A House Divided"                                      |
| 2012       | Matchmaker Santa                                | George                          | Hallmark movie                                                  |
| 2012–14    | Drop Dead Diva                                  | Larry Kaswell                   | 3 episodes                                                      |
| 2013       | Bones                                           | Bill Schumacher                 | Episode: "The Cheat in the Retreat"                             |
| 2013       | CSI: Crime Scene Investigation                  | Stu Kirchoff                    | Episode: "Torch Song"                                           |
| 2013, 2014 | Legit                                           | Walter Nugent                   | 10 episodes                                                     |
| 2013, 2014 | Franklin & Bash                                 | Judge Elliot Reid               | 3 episodes                                                      |
| 2014       | How Murray Saved Christmas                      | Officer Bender                  | Voice; television special                                       |
| 2015       | The McCarthys                                   | Charlie Ellis                   | Episode: "Hall of Fame"                                         |
| 2015       | Hell's Kitchen                                  | Himself                         | Episode: "11 Chefs Compete"                                     |
| 2017       | Lego Star Wars: The Freemaker Adventures        | Major Bren Derlin               | Voice; episode: "The Storms of Taul"                            |
| 2019       | Mom                                             | Stan                            | Episode: "Audrey Hepburn and a Jalapeño Pepper"                 |
| 2019       | The Goldbergs                                   | Digby Yates                     | Episode: "Food in a Geoffy"                                     |
| 2019       | Forky Asks a Question                           | Hamm                            | Voice; Short films: "What is Money?", "What is a Friend?"       |
| 2020       | Just Roll with It                               | Grandpa                         | 4 episodes                                                      |
| 2020       | Bob Hearts Abishola                             | Hank                            | Episode: "Randy's a Wrangler"                                   |
| 2021       | Monsters at Work                                | Yeti, Bernard                   | Voice                                                           |

### Video games
| År   | Titel                                     | Stemmerole     |
| ---- | ----------------------------------------- | -------------- |
| 1995 | Toy Story                                 | Hamm           |
| 1996 | Toy Story: Activity Center                | Hamm           |
| 1996 | Disney's Animated Storybook: Toy Story    | Hamm           |
| 1999 | Toy Story 2: Activity Center              | Hamm           |
| 1999 | Toy Story 2: Buzz Lightyear to the Rescue | Hamm           |
| 2001 | Toy Story Racer                           | Hamm           |
| 2002 | Monsters, Inc.                            | Yeti           |
| 2004 | Trivial Pursuit: Unhinged                 | Himself        |
| 2005 | The Incredibles: Rise of the Underminer   | The Underminer |
| 2006 | Cars                                      | Mack           |
| 2009 | Cars Race-O-Rama                          | Mack           |
| 2010 | Toy Story 3: The Video Game               | Hamm           |
| 2012 | Kinect Rush: A Disney-Pixar Adventure     | Hamm           |
| 2013 | Disney Infinity                           | Hamm           |
| 2014 | Disney Infinity: Marvel Super Heroes      | Hamm           |
| 2015 | Disney Infinity 3.0                       | Hamm           |
| 2016 | Disney Magic Kingdoms                     | Hamm           |
| 2018 | Lego The Incredibles                      | Underminer     |
| 2019 | Kingdom Hearts III                        | Hamm           |

### Musical
| År      | Titel                  | Rolle | Noter |
| ------- | ---------------------- | ----- | ----- |
| 2008–16 | Toy Story: The Musical | Hamm  | Voice |